# Мужские слёзы (фильм)
«Мужские слёзы» (англ. Cry Macho) — фильм 2021 года американского режиссёра Клинта Иствуда в жанре нео-вестерн, экранизация одноимённого романа Н. Ричарда Нэша. Главную роль в картине сыграл сам режиссёр. Критики отзывались о фильме с симпатией, хотя и признали слабость сценария.

## Сюжет
Герой фильма — в прошлом известный участник родео, которому предстоит привезти из Мексики в Техас сына своего босса. Путешествие оказывается сложным и опасным, но в результате герою удаётся обрести новый смысл жизни.

## В ролях
- Клинт Иствуд — Майк Мило
- Эдуардо Минетт — Рафо
- Наталия Травен — Марта
- Дуайт Йокам — Говард Полк
- Фернанда Уррехола — Лета

## Создание и релиз
Работа над проектом началась осенью 2020 года. Клинт Иствуд стал продюсером, режиссёром и исполнителем главной роли, сценарий написал Ник Шенк по мотивам романа Н. Ричарда Нэша «Мужские слёзы» (1975). Съёмки начались 4 ноября 2020 года в Альбукерке, Нью-Мексико, 16 ноября были перенесены в округ Сокорро, а в декабре — в город Белен. Они закончились 15 декабря, на день раньше срока, несмотря на необходимость соблюдать предосторожности, связанные с пандемией коронавируса.
Фильм должен был выйти в театральный прокат 22 октября 2021 года, но начало релиза перенесли на 17 сентября, чтобы «Мужские слёзы» не конкурировали в прокате с картинами «Французский вестник» и «Прошлой ночью в Сохо». Фильм провалился в прокате, его кассовые сборы составили всего $16,5 млн, при затратах на производство $33 млн.

## Оценки
На сайте-агрегаторе отзывов Rotten Tomatoes «Мужские слёзы» получили рейтинг 57 % со средней оценкой 5,6 из 10. Рецензенты с этого ресурса признали, что Иствуд остаётся эффективным режиссёром и харизматичным актёром, «хотя и не подходит для этого конкретного проекта». На сайте Metacritic фильм получил 58 баллов из 100, что указывает на «смешанные или средние» отзывы. Зрители, опрошенные CinemaScore, поставили ему среднюю оценку В по шкале от А+ до F. По данным PostTrak, 73 % зрителей дали картине положительную оценку.
Оуэн Глейберман из Variety похвалил режиссуру Иствуда за то, что она сохранила простоту и добродушие сюжета. Гленн Кенни (RogerEbert.com) поставил фильму три с половиной звезды из четырёх, высоко оценив операторскую работу и общую искренность. А. О. Скотт из The New York Times с одобрением отозвался о музыке и декорациях, а режиссуру оценил так: «Если за рулём старик, мой совет — садитесь и наслаждайтесь поездкой». Сценарий Ника Шенка получил ряд негативных отзывов: его назвали «слабым» Брайан Лоури из CNN и Дж. Аллен Джонсон из San Francisco Chronicle, а Дэвид Руни из The Hollywood Reporter написал, что Шенк «вместо того, чтобы позволить зрителям наблюдать за постепенным развитием взаимопонимания, заставляет Майк Майло в исполнении Иствуда излагать всё по буквам». Джастин Чанг из Los Angeles Times счёл, что сюжет слишком напоминает «Гран Торино». Бенджамин Ли из The Guardian поставил фильму две звезды из пяти возможных, охарактеризовав его как набор сцен, «в которых ничего нет, ни смешной реплики, ни трогательного момента, ни неразрешённого конфликта — просто ничего».
Мнения критиков об игре Иствуда разделились. Билдж Эбири из Vulture написал в своей рецензии, что «почему-то, когда мы смотрим на Майка, мы видим не 91-летнего актера Иствуда, а Клинта-икону — не столько нестареющего, сколько сохранившегося в обветренной славе ковбоя». Дэвид Симс из The Atlantic высоко оценил обаяние Иствуда и то, как он использует фильм для размышлений о своей карьере. Оливер Джонс из The New York Times York Observer счёл, что «Мужские слёзы» разочаруют кинозрителей, оставив у них «тоскливые мысли о былом».